# Villeneuve-d'Amont
Villeneuve-d'Amont is een gemeente in het Franse departement Doubs (regio Bourgogne-Franche-Comté) en telt 260 inwoners (1999). De plaats maakt deel uit van het arrondissement Pontarlier.

## Geografie
De oppervlakte van Villeneuve-d'Amont bedraagt 14,3 km², de bevolkingsdichtheid is 18,2 inwoners per km².
De onderstaande kaart toont de ligging van Villeneuve-d'Amont met de belangrijkste infrastructuur en aangrenzende gemeenten.

## Demografie
Onderstaande figuur toont het verloop van het inwonertal (bron: INSEE-tellingen).